# Robert Doornbos
Robert Michael Doornbos (Roterdã, 23 de setembro de 1981) é um ex-piloto holandês de Fórmula 1.

## Carreira

### Fórmula 1

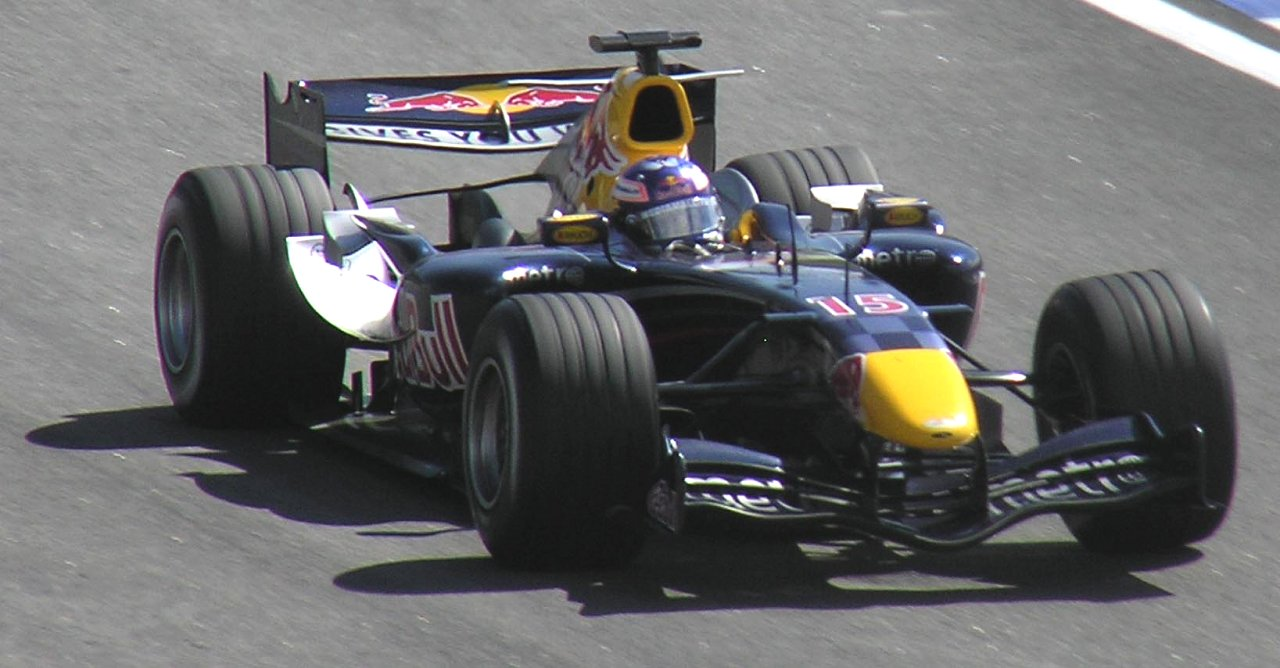
Doornbos na Fórmula 1 em 2006.

Em 2005, atuou como piloto titular pela Minardi, substituindo a meio da época o austríaco Patrick Friesacher.
Em 2006, correu três corridas pela Red Bull Racing, substituindo o austríaco Christian Klien. Ainda neste ano, nos treinos livres do GP da Hungria, quando ainda era piloto de testes da Red Bull, Doornbos protagonizou um incidente que irritou o espanhol Fernando Alonso, que viria a ser campeão nesta temporada.

### Outras categorias

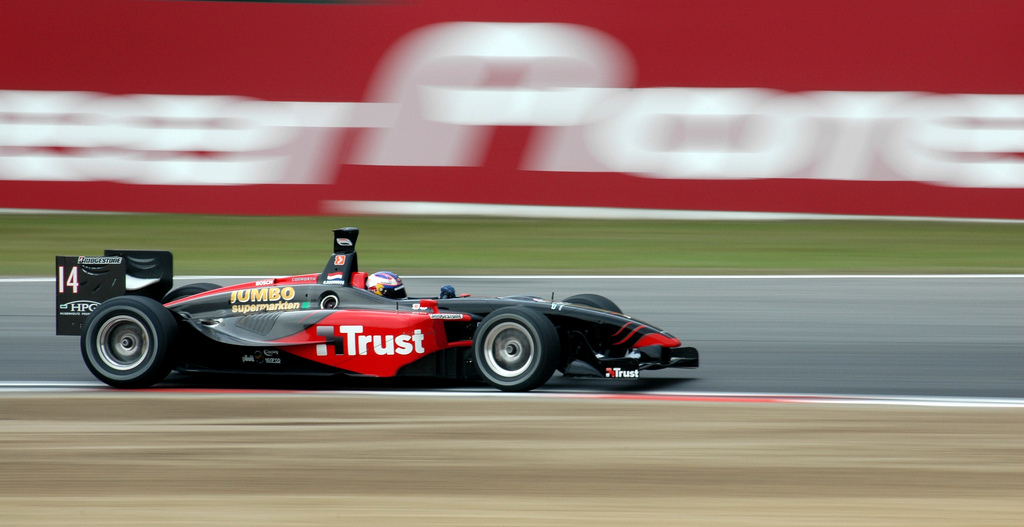
Doornbos na Champ Car em 2007.

Em 2007 disputou a Champ Car, em 2008 a Superleague Formula, em 2009 defendeu a equipe HVM Racing na IndyCar Series.